# Oakley (Idaho)
Oakley é uma cidade localizada no estado americano de Idaho, no Condado de Cassia.

## Demografia
Segundo o censo americano de 2000, a sua população era de 668 habitantes.
Em 2006, foi estimada uma população de 712, um aumento de 44 (6.6%).

## Geografia
De acordo com o United States Census Bureau tem uma área de
10,3 km², dos quais 10,3 km² cobertos por terra e 0,0 km² cobertos por água. Oakley localiza-se a aproximadamente 1393 m acima do nível do mar.

## Localidades na vizinhança
O diagrama seguinte representa as localidades num raio de 40 km ao redor de Oakley.